# Hans-Bernd von Haeften
Hans-Bernd August Gustav von Haeften (Berlijn, 18 december 1905 - aldaar, 15 augustus 1944) was een Duits jurist die betrokken was bij het complot van 20 juli 1944.

## Levensloop
Von Haeften was de zoon van generaal-majoor b.d. Hans von Haeften (1870-1937), president van het Reichsarchiv Potsdam en Agnes von Haeften, geb. von Brauchitsch (1869-1945). Hij was de broer van Elisabeth von Haeften (*1903) en eerste luitenant Werner von Haeften (1908-1944), de adjudant van kolonel Claus Schenk von Stauffenberg).
Von Haeften volgde onderwijs aan het Bismarck Gymnasium in Berlin-Wilmersdorf. In 1924 deed hij eindexamen en studeerde rechten. Als uitwisselingsstudent studeerde hij ook enige tijd aan de Universiteit van Oxford. Na zijn afstuderen werkte hij voor de Stresemann Stichting, totdat hij in 1933 in dienst van het Rijksministerie van Buitenlandse Zaken trad. Hij werkte als cultureel attaché in Kopenhagen, Wenen en Boekarest. In 1940 werd hij directeur van het cultureel-politiek departement van het Rijksministerie van Buitenlandse Zaken. Hij weigerde echter om toe te treden tot de NSDAP.
Von Haeften was vanaf het begin een fel tegenstander van de nazi's. Sinds 1933 behoorde hij tot de Bekennende Kirche (Belijdende Kerk). De Bekennende Kirche vormde het protestants-christelijke verzet tegen Hitler. Von Haeften had ook contacten met de Kreisauer Kreis (Kring van Kreisau) en haar leiders, zoals Ulrich von Hassell en Adam von Trott zu Solz. Hij stond ook in contact met militairen, zoals zijn broer Werner en ook Stauffenberg, die Hitler middels een aanslag wilden ombrengen. Hans-Bernd von Haeften wees om religieus-morele redenen een aanslag op Hitler af, maar de militaire samenzweerders wisten Von Haeften wel zover te krijgen om na een aanslag op Hitler de macht over te nemen op het ministerie van Buitenlandse Zaken.
Op 20 juli 1944 vond de aanslag op Hitler plaats. De aanslag mislukte en Stauffenberg, Werner von Haeften en enige anderen werden nog dezelfde dag terechtgesteld. Hans-Bernd von Haeften werd op 23 juli gearresteerd. Hij stond terecht voor het Volksgerichtshof (Volksgerechtshof). Von Haeften noemde Hitler op 15 augustus 1944 voor het Volksgerichtshof de "beul van het kwaad in de geschiedenis" ("Vollstrecker des Bösen in der Geschichte"). Dezelfde dag werd hij ter dood veroordeeld en op de binnenplaats van de gevangenis Plötzensee opgehangen.

## Familie
Hans-Bernd von Haeften trouwde op 2 september 1930 met Barbara Curtius (7 juli 1908 - 1 april 2006). Het echtpaar had vijf kinderen:
- Johann-Adam (*1931)
- Dirk (1934-2006)
- Adda-Benita (*1936)
- Dorothea (*1940)
- Ulrike (*1944)

## Trivia
- In Berlin-Charlottenburg werd op 14 juli 1957 de Haeftenzeile naar de gebroeders Von Haeften genoemd.